# 晋察冀第二野战军
晋察冀第二野战军，也称“萧罗野战军”，是1945年11月至12月，晋察冀军区设立的在热河省机动作战的野战军。 

## 历史
1945年10月23日，中央军委、毛泽东致电晋察冀领导人聂、萧、罗、刘并告彭、程、林、萧，要求组建组织冀察晋第二野战军，歼灭向承德进攻的国军。1945年10月30日，中央军委、毛泽东致电聂转萧、罗及澜涛，并告热河分委，指出晋察冀第二野战军在1945年11月份必须完成三项任务：
1. 组建晋察冀第二野战军
2. 组织运输队赴承德接运武器弹药
3. 迅速肃清、占领北平至古北口间铁路线上石匣、密云、怀柔地区之伪军并控制该路(至少北面一段)，发动群众，组织地方武装，准备野战战场。热河分委负有由古北口向南竭力协助萧、罗之任务，该地区地方工作之管辖划归热河负责，免去过去三不管状态。

1945年11月30日，中央军委致电程子华、萧克：

热察两省是人民军队已得基地，尤其张垣、承德，在战略上占很重要位置，人民军队必须坚决保持两省完整，勿许国民党如何军队侵入，防止国民党军任何突然袭击，因此必须以最快最大努力完成必要的军事准备。

①巩固部队提高战斗力。应以杨苏纵队、赵尔陆纵队、刘其仁师为基干组织第二强大野战军，将收编扩大之新部队，经过深入的政治动员尽量编入上述纵队及师，务须使杨苏纵队从现一万七千人扩大到二万人以上。赵尔陆部至一万五千人。刘其仁师至八千人。在不过分妨害整编主力时，坚决肃清土匪，放手发动群众。

② 加强冀东军事政治干部，照顾冀东游击战与正规战将有相当长期限存在的局面。因此应另编制一个独立纵队（辖三个旅）及若干地区队（小团），坚持与扩大现有解放区。

③ 平北、平西之现有四个主力团，应尽可能充实编成两旅六团，使之成为保卫张家口之外线有力机动兵团。
 
④ 利用冰冻前在古北口及东西方至承德线、居庸关怀来延庆宣化地区，均须构必要的强固野战工事，指定防御部队，掩护主力机动，防止蒋军突然袭击承张。 

⑤热冀辽区应立即架设军用电话网，加强电话员通讯侦察两技训练，假设电话应注意避开敌军可能占据及经过之大道。

以上各项提供你们参考引起注意并将执行情形电告。

1945年11月，晋察冀军区组建了“晋察冀军区第二野战军”。司令员萧克（兼），政治委员罗瑞卿（兼），参谋长彭寿生，下辖：
- 晋冀鲁豫第一纵队：司令员杨得志，政委苏振华。辖第1旅、第2旅、第3旅。
- 热辽（黄永胜）纵队：1945年10月由冀热辽部队与陕甘宁晋绥部队合编。司令员黄永胜，政委朱涤新，副司令员文年生，参谋长沙克，政治部主任黄惠良，副参谋长朱军、王亢。辖第22旅、第27旅、第30旅。
  - 第22旅：辖第64、第65、第67团。旅长欧致富 政委陈志彬 参谋长赵黎平
  - 第27旅：辖第31、第70、第71团。旅长丁盛 政委韦祖珍 参谋长陈运春
  - 第30旅：辖第66、第68、第69团。旅长张德发 政委谢镗忠 参谋长徐乃彬
  - 混成旅：辖炮兵团、步兵团。旅长王珩 政委李志明 参谋长任宪东
- 冀东（詹才芳）纵队：司令员詹才芳，政委李楚离
  - 第12旅：辖第17、第50、第56团。旅长任昌辉  政委林茂源  参谋长李子钧
  - 第13旅：辖第2、第14、第60团。旅长肖全夫  政委李振声  参谋长赵甫臣
  - 第14旅：辖第1、第57、第61团。旅长何能彬  政委徐光华  参谋长李凤阁
- 冀察（刘道生）纵队：1945年10月由由冀察军区第一、第十二、第十三军分区部队各一部组成。纵队政委刘道生。
  - 第8旅：以平北12军分区之第10、40团和龙崇赤支队为基础，扩编为第22、23、24团组成。旅长詹大南，政委刘国梁。1946年4月，第22、第24团整编为冀察军区独立第5旅。
  - 第10旅：主力团组成野战纵队后，冀察各军分区又组建独立团，其中第一军分区增编第28团、第十三军分区增编第27团，被合编为第10旅。旅长马辉，政委严庆堤。辖第20团、第27团、第28团。
- 冀晋纵队（赵尔陆纵队、热河纵队）：1946年10月初开赴热河。司令员兼政委赵尔陆，副司令员韩伟、杨梅生，参谋长张开荆，政治部主任张平凯。1946年4月冀晋（赵尔陆）纵队撤编。
  - 第1旅(1)：旅长李湘、旅政委曾美、副政委张明河 参谋长周宏，政治部主任袁佩爵。由冀晋军区3分区为主，第2分区一部分，包括4团、2团（红军团）、42团等部队组建，辖第4团（二分区4团、五台支队、崞岱支队合编，团长谢正荣，政委张星灿）、第2团（三分区2团、完县支队合编，团长马卫华，政委裘永芳）、第7团）三分区42团、云彪支队合编，团长刘北佛，政委高通古）。1946年1月的古北口保卫战之后，1946年6月在张家口，改旅（欠第7团）与晋察冀军区教导师合并，改称“晋察冀军区教导旅”，直属张家口卫戍司令部管辖。旅长李湘，代政委张明河，副旅长贺礼宝，参谋长周宏，政治部主任袁佩爵，辖第1团（原1旅4团欠2个连，与教导师1团欠团部与3个连合编，团长谢正荣，政委张星灿）、第2团（原1旅2团欠3个连，与教导师2团欠团部与3个连合编，团长马卫华，政委王海庭）、第3团（教导师1团、2团的两个团部与部分连队，原1旅5个连队合编。团长陈振明，政委王海庭）。1946年11月编入晋察冀第四纵队为11旅，后改称64军191师。
  - 第1旅（2）：刘其人率领渤海军区新编师于1946年1月下旬进抵热河后改称热河第1旅，参加了平泉战斗，1946年2月开赴哈西与杨国夫的山东七师会合。
  - 第2旅：赵尔陆纵队北上时由二分区第19团、第43团组成。冀热辽西路十四军分区部队第十三团、十六团一部和北进一支队2000人，由第十四军分区司令员舒行、政委李子光、副政委黄文率领，8月中旬向热河省承德进军。在兴隆县扩建为第二十四旅，主要是接收了伪满西南边防司令黄方刚1945年8月21日在兴隆县率伪满军3个团，15个讨伐队共8000人枪起义。黄方刚的主力24团、12团、11团和8团与第十四分区主力13团、北进一支队合编后，先称为4旅，再改称24旅。1945年12月该旅编为冀晋（赵尔陆）纵队第2旅，旅长黄方刚，政治委员覃国翰，副旅长黄鹄显，参谋长陈云中。辖第4团（冀东13团）、第5团（北进一支队）、第6团（晋察冀二分区第19团）。1946年4月该旅与冀中黄寿发纵队第1旅合编成冀热辽军区独立第2旅，旅长周仁杰,政治委员覃国翰，原第2旅第4、第5团番号不变，原第2旅第6团调回冀晋军区后编入独立独1旅为1团最终为第196师586团，冀中第71团改称第6团，冀中第62团拆散补入第4、第6团。1946年6月改称冀热辽军区独13旅。1946年9月独立第14旅并入热河独13旅，旅长黄鹄显，政治委员陈仁麒，以独13旅第37团第1、第2营、第38团和第14旅第42团合编组成第37团；独14旅第40团、第41团合并为第38团；独13旅第37团第3营和第39团合编组成第39团。后编入东北8纵队为22师，后改称45军133师。
  - 第3旅：冀热辽中路十五分区司令员赵文进、地分委书记宋诚率领冀热辽十五分区11团（由冀东13团1、2、8连及地方游击队组建）在朝阳、北票扩建成第25旅，3,000余人，旅长赵文进，政委周志国，辖101团（11团扩编）、102团（11团扩编）和103团（迁青平支队改编第51团），驻朝阳、凌源、北票一带，后改为赵尔陆纵队第三旅。旅长赵文进，政委陈仁麒，参谋长赵兰舟。辖第7、第8、第9团。1946年4月改编为冀热辽军区独3旅。1946年6月再改编为冀热辽军区独14旅.1946年9月独立第14旅并入热河独13旅，第42团编入第37团；第40团、第41团合并为第38团（相当于恢复了冀东老11团建制）。
- 冀中（黄寿发）纵队。副司令员黄寿发（冀中军区副参谋长兼） 副政委帅荣（冀中十分区政委兼）参谋长刘秉彦（冀中10分区司令员兼） 政治部主任谭冠三（来自延安，曾任冀中军区政治部副主任）。1946年4月冀中（杨成武）纵队和冀中（黄寿发）纵队整编为冀中纵队，辖第11旅、第12旅、第13旅。
  - 第一旅 旅长周仁杰（来自延安） 政委漆远渥（延安干部） 政治部主任翁祥初（原教导一旅供给部政治委员）。1946年4月，在晋察冀军区大整编中，冀中（黄寿发）纵队第1旅和冀晋（赵尔陆）纵队第2旅合编为冀热辽军区独立第2旅。辖第62团（八分区）、第71团（六分区）、第73团（九分区）。
    - 第62团：1945年8月由八分区青大支队为基础组成，团长宋之源，政委韩仰山，副团长路松起，参谋长陈杰。1945年11月，该团进入热河，编入冀中（黄寿发）纵队第1旅，团长为曹志学，政委韩仰山，参谋长宋芝渊。1946年4月第62团撤消番号，分别补入独立第2旅第4、第6团。沿革为冀热辽军区13旅37团，东北野战军第8纵队22师64团
    - 第71团还是第72团（六分区）：1946年4月冀中71团编入冀热辽军区独2旅为第6团，1946年6月改为冀热辽军区独13旅39团，沿革为东北8纵队为22师66团，后改称45军133师399团。
    - 81团（七分区）：1946年4月与延安教导2旅5团、杨成武纵队直属第40团合编为第12旅第31团。

  - 第二旅 旅长肖新槐（来自延安，原晋察冀十分区参谋长、三分区参谋长） 政委张如三（10分区副政委兼政治部主任） 副政委张明河（来自延安）参谋长甘若彬，政治部主任李兆炳
    - 第76团（十分区）:团长梁璞。1946年3月，第76团编入冀中纵队第13旅第38团、第39团。
    - 第73团（九分区）：1946年3月，第73团编入冀中纵队第13旅第37团，1946年6月，第37团改称冀中军区独立第8旅第23团。1947年1月，第23团改编为第3纵队第6旅第17团。1949年改为第188师第563团。
    - 独立二纵队：1942年张鸿烈从抗大总校被派遣[4]，升任献县伪县长兼伪警备团长，1945年8月16日率1200名官兵在崔尔庄据点宣布反正，改编为八路军冀中独立第二纵队，纵队长张鸿烈，政委刘波。1946年4月分编入第12旅第34团、第35团。

1945年12月15日，晋察冀军区把第二野战军指挥机构并入冀热辽军区机关。野战部队归晋察冀军区直辖。